# علیجانی عینی
علیجانی عینی (روسی: Алиджони Айни؛ زادهٔ ۶ اوت ۲۰۰۴) بازیکن فوتبال اهل تاجیکستان است.
از باشگاه‌هایی که در آن بازی کرده‌است می‌توان به باشگاه فوتبال استقلال دوشنبه اشاره کرد.
وی همچنین در تیم‌های ملی فوتبال زیر ۱۶ سال، زیر ۱۷ سال و بزرگسالان تاجیکستان بازی کرده‌است.